# Doryodes insularia
Doryodes insularia  (лат.) — вид бабочек-совок рода Doryodes из подсемейства ленточниц (Catocalinae).. Эндемики Северной Америки.

## Распространение
Северная Америка: Багамские острова.

## Описание
Бабочки мелких размеров с заострёнными к вершине передними крыльями. От всех видов рода отличается полосками на крыльях и самыми мелкими размерами: размах передних крыльев около 12 мм. Передние крылья желтовато-коричневые; имеют продольные полосы, вокруг тёмной полоски проходят оранжевые и белые. Усики самок нитевидные, у самцов — гребенчатые. Брюшко вытянутое, глаза округлые, оцеллии отсутствуют. Вид был впервые описан в 1904 году британским энтомологом George Francis Hampson (1860—1936), а его валидный статус был подтверждён в ходе ревизии рода, проведённой в 2015 году американскими энтомологами Дональдом Лафонтенем (J. Donald Lafontaine, Agriculture and Agri-Food Canada, Оттава, Канада) и Боллингом Салливаном (J. Bolling Sullivan; Beaufort, США).